# Hornton
Hornton is een civil parish in het bestuurlijke gebied Cherwell, in het Engelse graafschap Oxfordshire met 328 inwoners.